# Pawieł Płaskonny
Pawieł Siarhiejewicz Płaskonny (biał. Павел Сяргеевіч Пласконны, ros. Павел Сергеевич Пласконный, Pawieł Siergiejewicz Płaskonnyj; ur. 29 stycznia 1985 w Białyniczach) – białoruski piłkarz, grający na pozycji obrońcy, reprezentant Białorusi.